# An Yu-jin
An Yu-jin, hay còn được biết đến với tên là Ahn Yu-jin (Hangul: 안유진; Hanja: 安兪真; Hán-Việt: An Du Trân, sinh ngày 1 tháng 9 năm 2003), là một nữ ca sĩ, diễn viên kiêm MC người Hàn Quốc thuộc sự quản lý của công ty Starship Entertainment. Cô là trưởng nhóm của nhóm nhạc nữ IVE được quản lý bởi Starship Entertainment và cựu thành viên của nhóm nhạc nữ IZ*ONE.

## Tiểu sử
An Yu-jin sinh ngày 1 tháng 9 năm 2003 tại Daejeon, Hàn Quốc. Cô trở thành trainee của Starship Entertainment vào năm 2016, khi vẫn còn là học sinh lớp 8. Cô thực tập ở đây trong vòng 1 năm 4 tháng. Kể từ tháng 1 năm 2017, cô hoạt động với vai trò diễn viên kiêm người mẫu quảng cáo. Năm 2018, cô tham gia chương trình Produce 48 và giành suất debut cùng nhóm nhạc IZ*ONE với vị trí thứ 5. Cô theo học Trường Trung học Biểu diễn Nghệ thuật Seoul (SOPA) chuyên ngành Diễn xuất. Do lịch trình bận rộn nên cô đã nghỉ học để chuyển sang hình thức tự học tại nhà. Tháng 9 năm 2020, cô thi đỗ chứng chỉ GED, xuất sắc tốt nghiệp THPT sớm hơn bạn bè đồng trang lứa 1 năm với điểm tuyệt đối cho cả 4 môn: Anh văn, Khoa học, Xã hội và Toán. Tuy đủ điều kiện tham dự kỳ thi Đại học CSAT tổ chức vào tháng 12 năm 2020, nhưng cô quyết định gác lại để tập trung cho sự nghiệp. Ngày 17 tháng 1 năm 2023, Yujin chính thức trở thành đại sứ thương hiệu của hãng thời trang Fendi.

## Sự nghiệp

### Trước khi tham gia Produce 48
Trước khi tham gia Produce 48, An Yu-jin đã góp mặt vào nhiều quảng cáo, video âm nhạc và các sản phẩm truyền thông khác nhau. Cô xuất hiện trong MV Rain của Soyou X Baekhyun, MV Just U của Jeong Se-woon, MV Thirst của Ailee X Mad Clown và MV Oppa của Yoo Seung-woo X Sandeul.

### Tham gia Produce 48 và debut với IZ*ONE

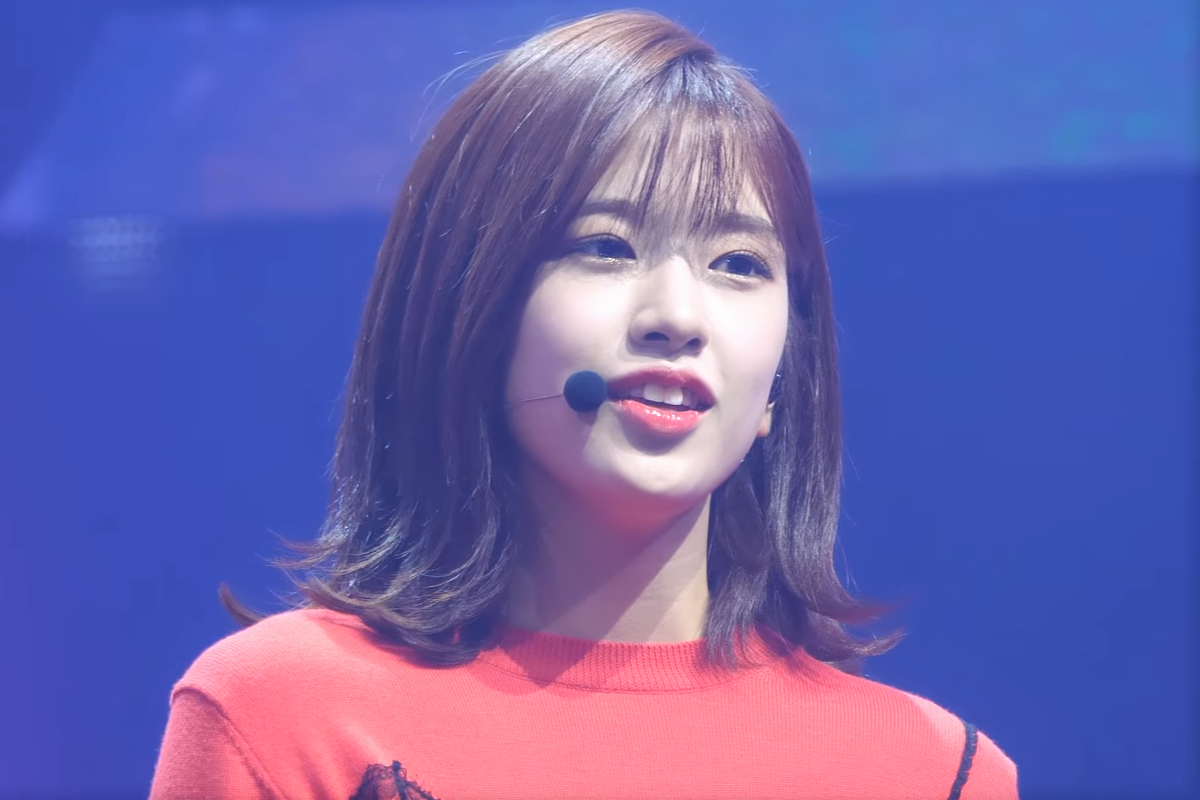
Yu-jin tại IZ*ONE debut show-con

Vào năm 2018, cô tham gia chương trình truyền hình thực tế sống còn Produce 48. An Yu-jin xếp thứ 5/12 tại vòng chung kết và trở thành thành viên của IZ*ONE. Nhóm sẽ hoạt động trong vòng 2 năm 6 tháng và chịu sự quản lý của Off The Record Entertainment. An Yu-jin đảm nhận vai trò hát dẫn, nhảy dẫn trong nhóm.

### Sau khi IZ*ONE tan rã
Từ ngày 7 tháng 3 năm 2021 đến ngày 27 tháng 3 năm 2022, An Yu-jin trở thành MC chính thức của chương trình âm nhạc hàng tuần Inkigayo của SBS.
Ngày 25 tháng 12 năm 2022, An Yujin làm MC cho lễ hội âm nhạc cuối năm SBS Gayo Daejeon cùng với Key SHINee và Cha eunwoo.
Ngày 25 tháng 12 năm 2023, năm thứ hai liên tiếp An Yujin tiếp tục làm MC cho SBS Gayo Daejeon cùng với Key SHINee và Yeonjun TXT.
Ra mắt với Ive
Ngày 2 tháng 11 năm 2021, cô được giới thiệu là thành viên đầu tiên của nhóm nhạc nữ mới, IVE cùng với đồng nghiệp, thành viên cùng nhóm cũ là Wonyoung và chính thức ra mắt vào ngày 1 tháng 12 năm 2021 với album đơn "Eleven".

## Quảng bá thương hiệu
Tháng 1 năm 2023, Yujin được tuyên danh phận đại sứ Fendi Hàn Quốc. Ngay khi vừa trở thành đại sứ Fendi, Yujin lên trang bìa tạp chí Harper’s Bazaar Hàn Quốc số tháng 2. Và cũng là nữ thần tượng Kpop đầu tiên lên trang bìa tạp chí Esquire Hàn Quốc, với những trang phục nằm trong bộ sưu tập Thu Đông 2023 của Fendi.

## Danh sách đĩa nhạc

### Produce 48
| Album               | Bài hát |
| ------------------- | --- |
| 30 Girls 6 Concepts | I Am (1 AM) |
| PRODUCE 48 - FINAL  | - 好きになっちゃうだろう？ - 꿈을 꾸는 동안 / 夢を見ている間 (Korean Version) - 夢を見ている間 (Japanese Version) |

## Chương trình truyền hình
| Năm  | Chương trình | Kênh | Vai trò  | Ghi chú                 |
| ---- | ------------ | ---- | -------- | ----------------------- |
| 2018 | Produce 48   | Mnet | Thí sinh | Xếp thứ 5/12 chung cuộc |

## Giải thưởng
| Năm  | Giải thưởng                        | Hạng mục                         | Đề cử cho | Kết quả   |
| ---- | ---------------------------------- | -------------------------------- | --------- | --------- |
| 2019 | Korea First Brand Awards           | Most Anticipated Female CF Model | An Yu Jin | Đề cử     |
| 2019 | Brand Of The Year Awards (Daesang) | Female Variety Idol              | An Yu Jin | Đề cử     |
| 2022 | TVING Awards                       | Content of the Year              | An Yu Jin | Đoạt giải |
| 2022 | TVING Awards                       | Best Player of the Year          | An Yu Jin | Đoạt giải |
| 2023 | Brand Of The Year Awards (Daesang) | Female Variety Idol of the Year  | An Yu Jin | Đoạt giải |
| 2023 | Korea First Brand Awards           | Variety-Idol Who Will Lead 2023  | An Yu Jin | Đề cử     |
| 2024 | 60th Baeksang Arts Awards          | Best Female Entertainer          | An Yu Jin | Đề cử     |
| 2024 | 60th Baeksang Arts Awards          | Popularity Awards (Female)       | An Yu Jin | Đoạt giải |